# Jol Sacún
Jol Sacún är en ort i Mexiko.   Den ligger i kommunen Chilón och delstaten Chiapas, i den sydöstra delen av landet, 800 km öster om huvudstaden Mexico City. Jol Sacún ligger 941 meter över havet och antalet invånare är 959.
Terrängen runt Jol Sacún är huvudsakligen kuperad. Jol Sacún ligger nere i en dal. Runt Jol Sacún är det ganska glesbefolkat, med 50 invånare per kvadratkilometer. Närmaste större samhälle är Río Jordán, 16,6 km nordväst om Jol Sacún. I omgivningarna runt Jol Sacún växer i huvudsak städsegrön lövskog.